# فوتابایاما ساداجی
فوتابایاما ساداجی (به ژاپنی: 双葉山 定次) کُشتی‌گیر سوموی اهل استان اوئیتا در کشور ژاپن است که سی‌وپنجمین کشتی‌گیر دارای رتبهٔ یوکوزونا محسوب می‌شود. وی در سال ۱۹۳۷ میلادی به این مرتبه ارتقا یافت و در سال ۱۹۴۵ میلادی بازنشست شد. فوتابایاما ساداجی توانست ۱۲ بار قهرمان (یوشو) مسابقات سومو شود.